# رابرت کانینگهام، اولین بارون راسمور
رابرت کانینگهام، اولین بارون راسمور (انگلیسی: Robert Cuninghame, 1st Baron Rossmore؛ ۱۸ آوریل ۱۷۲۶ – ۶ اوت ۱۸۰۱ (۷۵ ساله)) فرد نظامی اهل پادشاهی متحد بریتانیای کبیر و ایرلند بود.